# Sâncrai (Alba)
Sâncrai (vollständig Sâncraiu de Aiud, ungarisch Enyedszentkirály oder umgangssprachlich Sincrai, deutsch Königsdorf) ist ein Ort im Kreis Alba in Rumänien. Er gehört verwaltungstechnisch zur Stadt Aiud und hatte 2002 682 Einwohner.
In der Nähe des Ortes befindet sich das Schloss Kemény.